# Ibn Ruszta
Ibn Ruszta (arab betűkkel ابن رستة – Ibn Rusta), eredeti nevén Abu Ali Ahmad ibn Umar (perzsa nyelven: احمد ابن رسته اصفهانی; arabul أبو علي أحمد بن عمر – Abū ʿAlī Aḥmad ibn ʿUmar; Iszfahán, 9. század vége – ?) perzsa földrajzi író. Legjelentősebb munkája arab nyelven íródott, és „A becses drágagyöngyök könyve” (Kitáb al-aalák an-nafísza) címet viseli.
Életével kapcsolatban két évszámot lehet megemlíteni: a 903-as mekkai zarándoklatát, és a 913-as Rusz támadás említésének a hiányát. Emiatt fő művét e két időpont közé szokás datálni, azonban mindkét adattal szemben komoly kritikák merültek fel.

## A műről
Eddig a műnek csak a VII. könyve került elő. A kelet-európai sztyepp népeivel és államaival (Kazár Birodalom, Volgai Bolgárország, Kijevi Rusz) foglalkozó szöveg azonban kiemelkedő fontosságú forrás a magyar őstörténet vonatkozásában. Forrásai között az elveszett Dzsajháni-hagyomány, illetve Ibn Hurdádzbih munkájának egy ma már nem ismert, bővebb változata is szerepelt. Művében a magyarokra használt elnevezések: al-muğf.rïya, al-m.ğf.rïya, al-m.hf.rïya (a pontok a magánhangzók helyét jelölik). Az egyetlen kézirat a British Museumban maradt fenn egy 1254-es másolatban. A mű eleje Mekkát és Medinát, az Iszlám szent helyeit írja le. Az ezt követő rész az ismert világot mutatja be: a tengereket, folyókat és a hét égövet. Ezt egyes területek részletes ismertetése követi: Irán, Arábia, majd Egyiptom. Ezt követi Konstantinápoly és Róma leírása Hárún ibn Jahjától. Ezután India, azután Kelet-Európa jön, majd Szallám tolmács útjának rövid említése következik, a részt pedig Tabaresztán és Iszfahán leírása zárja. A következő nagy fejezet a fontosabb útvonalak leírását tartalmazza – ezek között Kelet-Európa már nem szerepel.

## Kutatástörténet
Elsőként a Kelet-Európát leíró rész jelent meg orosz fordításban. A teljes kritikai kiadását a holland orientalista, Michael Jan de Goeje tette közzé elsőként. Francia nyelvre Gaston Wiet fordította le. A Kelet-Európára vonatkozó részeket Tadeusz Lewicki tette közzé lengyel fordítás és kimerítő kommentár kíséretében. Ugyanezen fejezetek teljes magyar fordítását Kuun Géza és Kmoskó Mihály közölték a 20. század elején. Czeglédy Károly a magyar, kazár, volgai bolgár és szláv fejezetet fordította le a Györffy György által összeállított forrásgyűjtemény számára. Czeglédy fordítását vette és dolgozta át Zimonyi István 'A honfoglalás korának írott forrásai'-ba, és ugyanezt dolgozta át 'A honfoglaláskor írott forrásai című kiadványban is.
Boris Nikolaevich Zahoder hívta fel a figyelmet arra, hogy Ibn Ruszta művében a kelet-európai rész India és Tabarisztán leírása között szerepel, ráadásul semmilyen alcím nem utal rá. Ebből ő arra következtetett, hogy ez a rész eredetileg nem volt benne Ibn Ruszta művében, csupán a másoló vagy szerkesztő szerkesztette bele máshonnan.

## A magyarokról szóló szövegrész
„A besenyők országa és a bulgárok [volgai bolgárok] közé tartozó '.sk.l-ek [szlávok] országa között van a magyarok határai közül az első határ. A magyarok a turkok egyik fajtája. Főnökük 20 ezer lovas élén vonul. Főnöküket k.nd.h-nek [kendének] nevezik. Ez a név királyuk címe, ugyanis annak az embernek a neve, aki a királyi hatalmat gyakorolja fölöttük, Ğ.l.h [Gyula]. Minden magyar azt teszi, amit Ğ.l.h-nak [Gyulának] nevezett főnökük parancsol nekik a háború dolgában, a védelemben és más dolgokban. Sátraik vannak. Együtt vándorolnak a friss és bőséges fűvel. Országuk széles. Egyik határa a Rüm-tenger [Fekete-tenger]. Ebbe a tengerbe két folyó ömlik. E kettő közül az egyik nagyobb, mint a Ğayhün [Amu-darja]. Szállásaik a két folyó között vannak. Amikor eljönnek a téli napok, mindegyikük a két folyó közül a hozzá közelebb levő folyónál telepszik meg. Ott töltik a telet, halakat fogva a folyóból. Ott a legmegfelelőbb számukra a téli szállás. A magyarok országa fában és vízben gazdag. Talaja nedves. Sok szántóföldjük van. Az összes velük szomszédos Șäqáliba ['szakláb'] fölött győzelmet aratnak. Súlyos élelmiszer-ellátmány nyújtására kötelezik őket, és rabokként tartják őket. A magyarok tűzimádók. Megtámadják a Șäqálibákat [szaklábokat], s addig viszik a foglyokat a tengerparton, amíg a Rüm országának [Bizáncnak] egy kikötőjéhez el nem jutnak, amelyet K.r.h-nek [Kercs-nek/Herszon-nak] neveznek. Azt mondják, hogy a kazárok régebben árokkal vették körül magukat a magyarok és más, az országukkal szomszédos népek ellen. Amikor a magyarok a foglyokat K.r.h-be [Kercs-be/Herszon-ba] viszik, a rüm(-ok) [bizánciak] elébük mennek, s ott vásárt tartanak. A rabszolgákért cserébe rümí [bizánci] brokátot, gyapjúszőnyeget és más rüm [bizánci] árut vesznek.”

– Ibn Ruszta, A becses drágagyöngyök könyve

A szakláb (Șäqáliba) szó általában erdőlakót jelent, és nem köthető szorosabban etnikumhoz.. A különböző szerzőknél a szaklábok lehetnek szlávok, bolgárok, és ruszok is. Más források szerint a fehér bőrű, világos hajú észak-európaikra értették, akiket a muszlim források megkülönböztettek a déli, mediterrán típusú görögöktől és rómaiaktól. A szövegben 'K.r.h.'-nak nevezett település nem egyértelmű. Jelentheti Kercset, Herszont, de egyszerűen kereskedelmi lerakatot is.

## Új elméletek
Sudár Balázs és B. Szabó János történészek álltak elő két új elmélettel, melyek Ibn Ruszta, és Gardízi műveinek újraértelmezésén alapulnak.
2019-es tanulmányukban részletesen újra megvizsgálták és elemezték azt az Ibn Rusztánál szereplő mondatot, amely a korabeli magyarok hatalmi berendezkedéséről, – a kettős fejedelemségről – szól. Véleményük szerint, a mondatot korábban hibásan fordították, és az ebből levont következtetések nem felelnek meg a valóságnak. Amellett érvelnek, hogy a helyes értelmezés a következő: "a kndh [kende] címet viselő uralkodó személyneve Dzslh [Gyula]." Személyes véleményük szerint, "Ibn Ruszta egyetlen vezető többféle – cím és személynév szerinti – megnevezését hagyományozta ránk, a nála szereplő magyarokat Dzslh kndh („Gyula kende”) vezette."
2022-es tanulmányában a szerzőpáros az előző gondolatmenetüket folytatva újabb elmélettel állt elő. Véleményük szerint, e szövegrész magyarázata már a 19. században félresiklott, és tévútra vezette a magyar kutatók generációit. Ibn Ruszta és más korabeli muszlim szerzők földrajzi leírásait elemezve megállapították, hogy a korabeli íróknak csak azokról a kelet-európai területekről volt ismerete, amikkel valamilyen közvetlen kereskedelmi kapcsolatban álltak. Még a Kijevi Rusz területéről is csak minimális információval rendelkeztek, mivel alig "láttak túl" a Volgán. Az attól jóval nyugatabbra eső területek teljesen ismeretlenek voltak a korabeli muszlim szerzők számára. A kutatók érvelése szerint, az Ibn Rusztánál szereplő 'madzsgarok' leírása emiatt semmiképpen sem vonatkozhat az Árpád-ház vezette magyarságra. Ehelyett, a leírás, az akkor a Volga mentén nyugatra élő, keleti-magyarokra vonatkozik, akik egy – négy Türk népből álló – törzsszövetségnek voltak a tagjai. Előző tanulmányukból kiderült, hogy a keleti-magyarokat ekkoriban egy Gyula nevű kende vezette, akinek a serege 20 ezer lovasból állt. Ez valószínűleg jelentős katonai erőnek számított a térségben, ugyanis a muszlim szerzők a bolgár Almis, és valamelyik morva Szvatopluk mellett, őt is kellően fontosnak tartották, hogy név szerint megemlítsék. Valószínű, hogy Gyula rendelkezett a legnagyobb ismert katonai potenciállal, ami a volgai bolgárok tőszomszédságában kétségkívül ﬁgyelemre méltó, hasznos ismeret lehetett a muszlimok számára, hiszen egy olyan népről volt szó, akikkel szemben – Ibn Ruszta szerint – még a térség vezető hatalmát jelentő kazárok is „elárkolták” magukat.
Sudár és B. Szabó szerint a 'baskirdok' és a 'madzsgarok' soha nem szerepelnek együtt ugyanannál a szerzőnél, ami arra utal, hogy a két népnevet egymás szinonimájaként használták, és ugyanazt az etnikumot jelöli. Eszerint, a keleti-magyarok további sorsa nyomon követhető más források újraértelmezésével. A kb. fél évszázaddal később, 950 táján Bíborbanszületett Konstantin császár által összeállíttatott szöveggyűjteményre – A birodalom kormányzásáról (DAI) – alapozva, a két történész amellett érvel, hogy a négy Türk nép törzsszövetségében, a besenyők átvették a vezető szerepet. Ezután az úzok lettek a terület új domináns népe. Az addig itt még mindig jelentős szerepet játszó keleti-magyarok vagy elhagyták ezt a területet, vagy a korábbi lakhelyükön maradó besenyőkhöz hasonlóan csatlakoztak a térség új uraihoz.
Arra, hogy a besenyők és a keleti-magyarok között szorosabb kapcsolatok is lehettek, éppen a besenyőknél megjelenő Jula (Gyula) név használata mutat rá: az egyébként szinte ismeretlen név a történeti forrásokban a magyarokon kívül éppen a besenyőknél kerül elő, személy- és törzsnévként is. Véleményük szerint: "nem lehetetlen, hogy Etelköz besenyő megszállása hozott olyan átrendeződést a térségben, amely a keleten maradt madzsgarok egy részét éppen a nyugati végekre – a Magyar Fejedelemség tőszomszédságába – sodorta. És talán az sem véletlen, hogy a 10. század közepétől több hullámban besenyők is költöztek a Kárpát-medencébe." További érdekesség, hogy a magyar krónikáshagyomány szerint ebből az irányból a 11. században érkező támadások besenyő/úz/kun vezérei csupa olyan nevet viseltek (Gyula, Akus, Kapolcs, K[a]rul), amelyek a Kárpátokon belül is ismertek és használtak voltak.
Az elmélet új megvilágításba helyezi a szláv őskrónika,a 'Régmúlt idők elbeszélésének' eseményeit is. Az abban szereplő "fekete ugorokat" eddig Árpád fejedelem magyarjaival azonosították, azonban lehetséges, hogy az valójában a keleti-magyarok, nyugati irányú vándorlását írja le. Amennyiben ez igaz, akkor egy több lépcsős Honfoglalással kell számolni, kitolódott időponttal.